# 廖慧珍
廖慧珍（1970年12月29日—），台灣女演員，1997年以《愛情來了》奪得金馬獎最佳女配角。
廖慧珍身形圓潤，形象富有喜感，近年多於偶像劇中扮演甘草人物。戲劇演出之外，她同時也是臺灣綜藝節目常見的通告藝人。

## 演出作品

### 電影
- 愛情來了（1997）
- 自由門神（2001）
- 台北二一（2004）
- 幫幫我愛神（2007）
- 總舖師（2013）
- 奉子不成婚（2016）
- 五星級魚干女（2016）
- 幸福路上 (電影)（2017）
- 陽光普照（2019）
- BIG（2023）
- 青春18×2 通往有你的旅程（2024）

### 電視劇
- 七世夫妻之梁山伯與祝英台 (1999)
- 神仙動員令 (2000) 飾 池潘雨姿
- U-Touch感應拍檔 (2001) 飾 冰冰
- 文英ㄟ厝邊 (2003) 飾 卡娃伊
- 台灣百合 (2004) 飾 項萍
- 乒乓 (2005)
- 這裡發現愛 (2007)
- 王子看見二公主 (2008)
- 天上圣母妈祖（2008）
- 不良笑花 (2008)
- 帶子英雄 (2010)
- 飯糰之家 (2010)
- 家和萬事興 (2010)
- 牽手 (2011)
- 幸福最晴天 (2011)
- 美樂。加油 (2011)
- 醉後決定愛上你 (2011)
- 真心請按兩次鈴 (2011)
- 女人花 (2012)
- 兩個爸爸 (2013)
- PMAM之慾望俱樂部 (2015)
- 出境事務所 (2015)
- 舞吧舞吧在一起 (2015)
- 藥笑24小時(2016)
- 酸甜之味(2017)
- TMD天堂(2017)
- 種菜女神(2018)
- 炮仔聲(2019) 客串
- 若是一個人(2020)
- 姊妹們追吧(2020) 飾 Kitty媽
- 我在你心裡(2020) 飾 寶珠
- 她們創業的那些鳥事(2021) 飾 May姊
- 她和她的她(2022) 飾 方美茵
- 你的婚姻不是你的婚姻－梅莉(2022) 飾 曹昱平
- 此時此刻(2023) 飾 老闆娘
- 妳是我的姐妹(2024) 飾

## 外部連結
- 廖慧珍的新浪微博
- 廖慧珍在互联网电影资料库（IMDb）上的資料（英文）（英文）
- 廖慧珍在香港影庫上的簡介
- 廖慧珍在时光网上的簡介（简体中文）